# اچ‌ام‌اس مائوری (۱۹۰۹)
اچ‌ام‌اس مائوری (۱۹۰۹) (به انگلیسی: HMS Maori (1909)) یک کشتی بود که طول آن ۲۵۵ فوت (۷۸ متر) بود. این کشتی در سال ۱۹۰۹ ساخته شد.